# Zobecněná Stokesova věta
Zobecněná Stokesova věta je v diferenciální geometrii tvrzení o integraci diferenciálních forem, které zobecňuje a zahrnuje několik vět. Je pojmenovaná po Georgi Gabrielu Stokesovi, ačkoliv poprvé tuto větu pravděpodobně zformuloval William Thomson.

## Znění věty
Buď {\displaystyle M} varieta dimenze {\displaystyle k} v prostoru dimenze {\displaystyle n} s okrajem {\displaystyle \partial M} s kladnou orientací a buď {\displaystyle \omega } diferenciální forma na {\displaystyle M} rozměru {\displaystyle k-1}, pak platí:
{\displaystyle \int _{M}d\omega =\int _{\partial M}\omega },
kde {\displaystyle d} je vnější derivace diferenciální formy, pak:
- pro n=1, k=1 přechází na druhou základní větu integrálního počtu,
- pro n=2, k=2 přechází na Greenovu větu,
- pro n=3, k=1 přechází na větu o potenciálu křivkového integrálu 2. druhu,
- pro n=3, k=2 přechází na Stokesovu větu,
- pro n=3, k=3 přechází na Gaussovu větu.

## Odvození Gaussovy věty
Uvažuje se Gaussova věta ve trojrozměrném euklidovském prostoru. Množinou M tedy budeme v tomto případě rozumět daný objem a ∂M plochu, která jej uzavírá. Vyjdeme z toho, že máme po ploše ∂M integrovat tok vektorového pole:
{\displaystyle \oint _{\partial M}\mathbf {A} \cdot \mathrm {d} \mathbf {S} =\int _{\partial M}A_{x}(x,y,z)\,\mathrm {d} y\wedge \mathrm {d} z+A_{y}(x,y,z)\,\mathrm {d} z\wedge \mathrm {d} x+A_{z}(x,y,z)\,\mathrm {d} x\wedge \mathrm {d} y=}
Forma dS má v kartézských složkách poměrně jednoduchý tvar (dy^dz,dz^dx,dx^dy) - je snadné zjistit, že první složka této formy musí být element plochy, ke kterému je vektor (1,0,0) kolmý. {\displaystyle \wedge } je vnější součin forem. Pořadí forem dy,dz určujících plochu je libovolné. Zbylé souřadnice se určí cyklickou záměnou, aby nedošlo ke změně orientace diferenciální formy (pokud by za plošku kolmou k (1,0,0) byla zvolena naopak dz^dy, pak pokud ostatní složky budou určeny cyklickou záměnou, výsledek bude stejný). Nyní zderivujme integrovanou formu, v jejích členech jsou vždy derivace podle dvou souřadnic nulové, takže zbývá vždy jedna:
{\displaystyle =\int _{M}\mathrm {d} \left(A_{x}(x,y,z)\,\mathrm {d} y\wedge \mathrm {d} z+A_{y}(x,y,z)\,\mathrm {d} z\wedge \mathrm {d} x+A_{z}(x,y,z)\,\mathrm {d} x\wedge \mathrm {d} y\right)=}
{\displaystyle =\int _{M}{\frac {\partial A_{x}(x,y,z)}{\partial x}}\mathrm {d} y\wedge \mathrm {d} z\wedge \mathrm {d} x+{\frac {\partial A_{y}(x,y,z)}{\partial y}}\mathrm {d} z\wedge \mathrm {d} x\wedge \mathrm {d} y+{\frac {\partial A_{z}(x,y,z)}{\partial z}}\mathrm {d} x\wedge \mathrm {d} y\wedge \mathrm {d} z=}
{\displaystyle =\int _{M}\left({\frac {\partial A_{x}(x,y,z)}{\partial x}}+{\frac {\partial A_{y}(x,y,z)}{\partial y}}+{\frac {\partial A_{z}(x,y,z)}{\partial z}}\right)\mathrm {d} x\wedge \mathrm {d} y\wedge \mathrm {d} z=}
Jakmile jsou souřadnicové formy ve správném pořadí, tak lze převést integrál formy na běžný integrál přes objem:
{\displaystyle =\int _{M}\left({\nabla \cdot \mathbf {A} }\right)\,\mathrm {d} x\,\mathrm {d} y\,\mathrm {d} z=\int _{V}({\nabla \cdot \mathbf {A} })\,\mathrm {d} V},
je tedy vidět, že nám vyšla právě Gaussova věta.

## Odvození Stokesovy věty
Uvažuje se Stokesova věta ve trojrozměrném euklidovském prostoru. Množinou Σ tedy budeme v tomto případě rozumět danou plochu a ∂Σ křivku, která ji uzavírá, obdobným postupem jako u odvození Gaussovy věty tedy dostaneme:
{\displaystyle \oint _{\partial \Sigma }\mathbf {A} \cdot \mathrm {d} {\boldsymbol {\tau }}=\oint _{\partial \Sigma }A_{x}(x,y,z)\mathrm {d} x+A_{y}(x,y,z)\mathrm {d} y+A_{z}(x,y,z)\mathrm {d} z=}
{\displaystyle =\int _{\Sigma }\mathrm {d} \left(A_{x}(x,y,z)\mathrm {d} x+A_{y}(x,y,z)\mathrm {d} y+A_{z}(x,y,z)\mathrm {d} z\right)=}
Provede se vnější derivace na jednotlivých formách:
{\displaystyle =\int _{\Sigma }\left({\frac {\partial A_{x}(x,y,z)}{\partial y}}\mathrm {d} x\wedge \mathrm {d} y+{\frac {\partial A_{x}(x,y,z)}{\partial z}}\mathrm {d} x\wedge \mathrm {d} z+{\frac {\partial A_{y}(x,y,z)}{\partial x}}\mathrm {d} y\wedge \mathrm {d} x+\right.}{\displaystyle \left.+{\frac {\partial A_{y}(x,y,z)}{\partial z}}\mathrm {d} y\wedge \mathrm {d} z+{\frac {\partial A_{z}(x,y,z)}{\partial x}}\mathrm {d} z\wedge \mathrm {d} x+{\frac {\partial A_{z}(x,y,z)}{\partial y}}\mathrm {d} z\wedge \mathrm {d} y\right)=}
Protože vnější součin je na 1-formách antisymetrický, posbírá se integrál podle jednotlivých 2-forem:
{\displaystyle =\int _{\Sigma }\left({\frac {\partial A_{x}(x,y,z)}{\partial y}}-{\frac {\partial A_{y}(x,y,z)}{\partial x}}\right)\mathrm {d} x\wedge \mathrm {d} y+}{\displaystyle +\left({\frac {\partial A_{y}(x,y,z)}{\partial z}}-{\frac {\partial A_{z}(x,y,z)}{\partial y}}\right)\mathrm {d} y\wedge \mathrm {d} z+\left({\frac {\partial A_{x}(x,y,z)}{\partial z}}-{\frac {\partial A_{z}(x,y,z)}{\partial x}}\right)\mathrm {d} x\wedge \mathrm {d} z=}
Jsou-li jednotlivé formy ve správném pořadí podle indexů, dostáváme Stokesovu větu:
{\displaystyle =\int _{S}\left({\nabla \times \mathbf {A} }\right)\cdot \mathrm {d} \mathbf {S} }